# شعار أستراليا
شعار أستراليا (بالإنجليزية: Coat of arms of Australia)‏ يحتوي على حيوانا أستراليا الرمزيان وهما الكنغر وحيوان الإيمو وهما يحملان درع فيه رموز ستة ولايات أسترالية، وتمثل نجمة الكومنولث الولايات والأقاليم والولايات الأسترالية بينما توجد زهرة وطنية أسفل الشعار.